# Relazioni bilaterali tra Azerbaigian e Georgia
Le relazioni tra Azerbaigian e Georgia si riferiscono ai rapporti diplomatici ed esteri tra i due paesi. L'Azerbaigian ha un'ambasciata a Tbilisi e la Georgia ha un'ambasciata a Baku. Entrambi i paesi sono ex repubbliche dell'Unione Sovietica e sono membri a pieno titolo del Consiglio d'Europa, dell'Organizzazione per la sicurezza e la cooperazione in Europa (OSCE) e dell'Organizzazione della cooperazione economica del Mar Nero (BSEC). I due paesi sono tra i membri fondatori del GUAM.
L'ex presidente georgiano Mikheil Saakashvili ha descritto le relazioni bilaterali con la frase "chiunque si opponga all'Azerbaigian o alla Georgia è un nemico di entrambi i nostri paesi".

## Antefatti
Secondo un censimento del 2002 ci sono 284.761 azeri in Georgia e rappresentano la più grande minoranza della Georgia comprendendo il 6,5% della popolazione georgiana principalmente a Kvemo Kartli, Kakheti, Shida Kartli e Mtskheta-Mtianeti. C'è anche una grande comunità azera nella capitale Tbilisi. La minoranza georgiana in Azerbaigian è meno numerosa e sono conosciuti come Ingiloy.

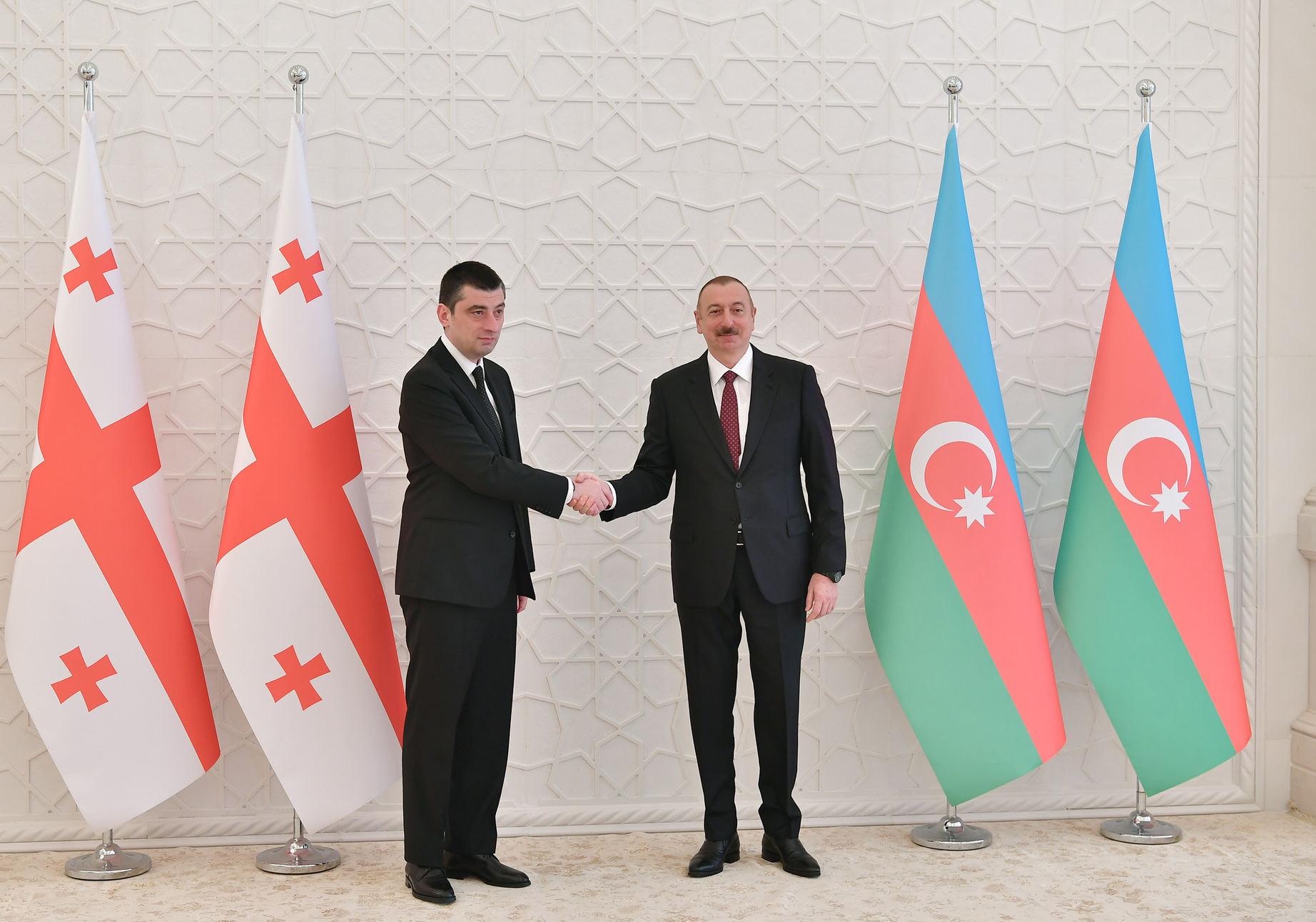
Il presidente azero Ilham Aliyev incontra il primo ministro georgiano Giorgi Gakharia a Baku, 9 ottobre 2019

## Storia
La Georgia e l'Azerbaigian hanno mantenuto relazioni cordiali sin dalla prima istituzione delle loro repubbliche indipendenti nel 1918. Il 16 giugno 1919, la Repubblica Democratica di Azerbaigian e la Repubblica Democratica di Georgia firmarono un primo trattato difensivo contro le truppe bianche dell'Esercito Volontario del Generale Anton Denikin, che minacciavano di iniziare un'offensiva ai loro confini. Nonostante la disputa territoriale sul distretto di Zaqatala e le preoccupazioni della Georgia per il sostegno dell'Azerbaigian alla breve Repubblica del Caucaso sud-occidentale, i due paesi mantennero relazioni pacifiche negli anni caotici della guerra civile russa. Quando l'Azerbaigian fu occupato dalle forze bolsceviche nell'aprile 1920, diversi membri dell'élite politica azera si trasferirono in Georgia, anch'essa caduta in mano ai sovietici che avanzarono all'inizio del 1921. Entrambi gli stati divennero repubbliche dell'URSS nel 1922 e mantennero buoni rapporti.
Nel 1991, sia l'Azerbaigian che la Georgia hanno ripristinato la loro indipendenza e le reciproche relazioni diplomatiche sono state stabilite il 18 novembre 1992. Nel tentativo di bilanciare gli interessi regionali, il 10 ottobre 1997, l'Azerbaigian e la Georgia sono diventati due dei quattro membri fondatori del Guam Organizzazione per la Democrazia e lo Sviluppo Economico. I paesi cooperano ampiamente nello sviluppo energetico regionale, nei trasporti e nei progetti di partenariato economico come il l'oleodotto Baku-Tbilisi-Ceyhan, la ferrovia Kars-Tbilisi-Baku, il TRACECA, il BSEC. L'alleanza regionale militare e di sicurezza della Georgia e dell'Azerbaigian si sviluppa lungo il Programma di partenariato per la pace della NATO e la protezione comune del gasdotto Baku-Tbilisi-Ceyhan con la Turchia.

## Energia
La Georgia, sotto Zviad Gamsakhurdia, ha firmato un accordo di cooperazione con l'Azerbaigian per quanto riguarda la sfera economica, scientifica, tecnica e culturale nel dicembre 1990. Nel febbraio 1993, la Georgia sotto Shevardnadze, ha concluso un trattato di ampia portata di amicizia, cooperazione e relazioni reciproche con l'Azerbaigian, compreso un accordo di sicurezza reciproca e assicurazioni che la Georgia non avrebbe riesportato petrolio o gas naturale azero in Armenia. Nel 1993, l'Azerbaigian ha tentato di esercitare pressioni sulla Georgia affinché si unisse al blocco contro l'Armenia durante la prima guerra del Nagorno Karabakh, ma senza successo.
I due paesi sono collegati da diversi importanti progetti regionali, tra cui gli oleodotti "Baku-Supsa e "Baku-Tbilisi-Ceyhan" e il gasdotto "Baku-Tbilisi-Erzurum". Le due nazioni stanno anche lavorando alla ferrovia "Baku-Tbilisi-Kars" che le collegherebbe all'Europa. L'Azerbaigian è anche uno dei partner commerciali più importanti della Georgia.

## Commercio
Le esportazioni georgiane in Azerbaigian includono cemento, locomotive e altri veicoli ferroviari, fertilizzanti minerali e chimici, acque minerali, bevande forti, articoli in vetro e prodotti farmaceutici, tra le altre cose. Le esportazioni azere in Georgia includono petrolio e prodotti petroliferi, gas naturale, articoli in plastica, rifiuti alimentari, mobili e costruzioni edili.

## Confine
Nonostante le buone relazioni nel settore energetico, il confine georgiano-azero deve ancora essere chiarito. Particolarmente controverso è il complesso del monastero georgiano di David Gareja, diviso tra i due paesi. Giorgi Manjgaladze, viceministro degli esteri della Georgia, ha proposto che la Georgia sarebbe disposta a scambiare altro territorio per la restante parte di David Gareja in ragione del suo significato storico e culturale per i georgiani. Baku disapprova questo scambio di terre a causa dell'importanza militare strategica di David Gareja. Nell'aprile 2007, il vice ministro degli Esteri dell'Azerbaigian Khalaf Khalafov ha osservato che il monastero "ospitava gli albanesi caucasici, che si ritiene siano stati i primi abitanti dell'Azerbaigian". In risposta, il ministro degli esteri georgiano Gela Bezhuashvili ha affermato che le lezioni di storia di Khalafov sono "assolutamente incomprensibili" e che "dovrebbe documentarsi sulla storia del mondo".
Nei loro recenti commenti, i funzionari azeri hanno confermato che l'Azerbaigian "è aperto alla realizzazione di progetti congiunti con la Georgia per il restauro del complesso". Tuttavia, i suggerimenti ufficiali secondo cui il complesso potrebbe essere una "zona turistica condivisa" hanno suscitato l'indignazione dell'opinione pubblica georgiana. Il Catholicos-Patriarca di tutta la Georgia Ilia II ha affermato che "il monastero era un santuario sacro che dovrebbe trovarsi interamente sul suolo georgiano". L'ex presidente georgiano Mikheil Saakashvili ha minimizzato la controversia e ha affermato che "può essere risolta attraverso un dialogo amichevole".

## Controversie
Sebbene l'Azerbaigian e la Georgia siano riusciti a costruire relazioni amichevoli, si sono anche occasionalmente presentate alcune dispute. Una delle situazioni controverse etichettate come scandalo calcistico si è verificata durante l'andata di una partita di qualificazione alla UEFA Europa League tra la Dinamo locale contro il Qəbələ a Tbilisi il 2 luglio 2015 e ha rappresentato una seria minaccia per le relazioni azero-georgiane. L'incidente peggiore e più grave è avvenuto durante la partita stessa quando un gruppo di tifosi georgiani ha appeso un poster con il seguente testo: “Ricordiamo Zagatala e Kakh. 1921” rivendicando due province storiche dell'Azerbaigian. Il poster è stato portato via dopo gli sforzi dei funzionari UEFA. Subito dopo quell'episodio, la direzione della Dinamo Tbilisi ha rilasciato una dichiarazione di condanna per l'incidente prendendo le distanze dai teppisti del calcio. La reazione immediata all'incidente è arrivata anche dagli alti funzionari. “La relazione strategica con il governo e il popolo azero è molto importante per la Georgia. In qualità di capo del governo georgiano, dichiaro risolutamente che a nessuno, con azioni così provocatorie, sarà permesso di gettare un'ombra sulle relazioni con l'Azerbaigian”, ha detto il primo ministro Irak'li Gharibashvili, il quale ha anche chiesto al ministero dell'Interno del paese di avviare un'indagine sul presunto incidente.

## Diplomazia
Repubblica di Azerbaigian
- Tbilisi (ambasciata)
- Batumi (consolato generale)

Repubblica di Georgia
- Baku (ambasciata)
- Gäncä (consolato generale)

## Ambasciate
L'Ambasciata dell'Azerbaigian si trova a Tbilisi, in Georgia. L'Ambasciata della Georgia si trova a Baku, in Azerbaigian.